# Sphecodes variabilis
Sphecodes variabilis är en biart som beskrevs av Carlos Schrottky 1906. Sphecodes variabilis ingår i släktet blodbin, och familjen vägbin. Inga underarter finns listade i Catalogue of Life.